# Eustrophopsis similis
Eustrophopsis similis es una especie de coleóptero de la familia Tetratomidae.

## Distribución geográfica
Habita en la República Democrática del Congo.